# Горд-Шунди
Горд-Шунди́ (рос. Горд Шунды, удм. Горд Шунды) — присілок в Малопургинському районі Удмуртії, Росія.
Урбаноніми:
- вулиці — 12 грудня

## Населення
Населення — 56 осіб (2010; 63 в 2002).
Національний склад станом на 2002 рік:
- удмурти — 98 %